# Gestoso (Monfero)
Gestoso (llamada oficialmente San Pedro do Val de Xestoso) es una parroquia del municipio de Monfero, en la provincia de La Coruña, Galicia, España.

## Entidades de población
Entidades de población que forman parte de la parroquia (entre paréntesis nombre oficial y en gallego si es diferente del español):
- Abeleira (A Abeleira)
- Albite
- Boycornello (Boicornello)
- Cajiao (Caxiao)
- Caldeabeleira (O Cal da Abeleira)
- Calvela (A Calvela)
- Canedo (O Canedo)
- Carballiño (O Carballiño)
- Carballosa (A Carballosa)
- A Casa de Xenara
- Casacamiño
- O Casal
- Casaldabouza (O Casal da Bouza)
- Casanova (A Casanova). En el noménclator aparece A Casanova de Xiao y A Casanova da Rocha.
- A Casavella
- O Castro
- Caxiao
- Coucedanova (O Couce da Nova)
- Coucedelaje (O Couce de Laxe)
- A Cruz
- Doreija (Dureixa)
- Esperón (O Esperón)
- Ferrería (A Ferraría)
- Ferrerías (As Ferrarías)
- Filgueiras Grandes (As Filgueiras Grandes)
- Filgueiras Pequeñas (As Filgueiras Pequenas)
- Fono do Val (O Valado)[cita requerida]
- Foxo (O Foxo)
- Grañadocrego (A Graña do Crego)
- Jiao (Xiao)
- Maldeclemente (Maldecrimente)
- Maldefilgueiras
- Malloeiro (O Malloeiro)
- Ortiga (A Ortiga)
- A Pedreira
- A Pereira
- Recto (O Reto)
- Restrebas (As Restrebas)
- Rigueiro (O Regueiro)
- Rocha (A Rocha)
- Rubeiras
- Tellado (O Tellado)
- Tolda (A Tolda)

## Despoblado
- Vales (Os Vales)

## Demografía
| Gráfica de evolución demográfica de Gestoso entre 2000 y 2018 |
|                                                               |
| Población de derecho según el padrón municipal del INE        |